# Le Foyer de la danse à l'Opéra de la rue Le Peletier
Le Foyer de la danse à l'Opéra de la rue Le Pelletier est un tableau peint par Edgar Degas vers 1872. Il mesure 32 cm de haut sur 46 cm de long. Il est conservé au Musée d'Orsay à Paris.

## Description
Les danseuses de ballet sont habillées de tulle pendant le cours, avec des nœuds et leurs chaussons caractéristiques. Chaque danseuse a une posture différente : l'une attend de commencer sa danse, d'autres répètent à la barre et la fille à droite se repose.
On peut voir le professeur de ballet debout sur le côté droit, appuyé sur une canne avec laquelle il marque le rythme et corrige les mouvements. Il fait un geste de la main à la danseuse qui répète, qui apparaît sur le côté gauche du tableau, lui demandant plus de réserve et de retenue.
À côté du maître, un violoniste est assis à un pupitre. Autour de ces personnages se trouvent d'autres danseurs, certains à la barre fixe sur le mur du fond, d'autres observant la scène.
Dans le tableau, Degas choisit de représenter les danseuses alors qu'elles terminent leurs exercices à la barre et commencent, une par une, leurs exercices au centre. À gauche, on voit Mademoiselle Hughes se préparant à effectuer son exercice, tandis qu'à droite, le maître Louis-Alexandre Mérante, debout et vêtu de blanc, donne ses dernières recommandations. À côté de lui, à sa gauche, une danseuse assise, le visage légèrement dans l'ombre, est dessinée avec une précision particulière. Cette scène particulièrement idyllique et délicate est contrastée par le violoniste qui fait de la musique pendant la répétition, assis à la droite du maître de ballet: son costume sombre et la lourdeur de sa silhouette rompent l'harmonie des tutus blancs et des murs jaune-ocre.
La composition s'organise autour d'un grand espace central vide, autour duquel sont disposés les personnages. L'espace est agrandi par l'utilisation de miroirs, qui reflètent d'autres scènes, et par la porte ouverte. L'effet de l'atmosphère et de la lumière, qui vient de la droite, où l'on suppose qu'il y a une fenêtre, est parfaitement obtenu en estompant les contours des figures, mais Degas a conservé une base de dessin plus solide que les impressionnistes.

## Historique
Après le succès de La Classe de danse de 1871, Degas a continué à dessiner régulièrement des danseuses pendant les répétitions pour étudier le corps humain en mouvement, ce qui en fait l'un de ses sujets favoris. De toute évidence, elles étaient habituées à sa présence à l'Opéra de Paris.